# Liste der Baudenkmale in Garbsen
Die Liste der Baudenkmale in Garbsen enthält Baudenkmale von Garbsen und der Ortsteile Berenbostel, Frielingen, Havelse, Heitlingen, Horst, Meyenfeld, Osterwald-Oberende, Osterwalde-Unterende, Schloß Ricklingen und Stelingen. Die Quelle der Baudenkmale ist der Denkmalatlas Niedersachsen. Der Stand der Liste ist der 17. Oktober 2021.

## Altgarbsen

### Gruppe: Kirche Calenberger Straße
Die Gruppe „Kirche Calenberger Straße“ hat die ID 38690350.

| Lage                                          | Bezeichnung | Beschreibung                             | ID       | Bild           |
| --------------------------------------------- | ----------- | ---------------------------------------- | -------- | -------------- |
| Calenberger Straße 52° 24′ 51″ N, 9° 35′ 5″ O | Kirche      | Die Kirche Altgarbsen wurde 1843 erbaut. | 30936895 | Weitere Bilder |
| Calenberger Straße 52° 24′ 51″ N, 9° 35′ 4″ O | Kirchhof    |                                          | 30936916 |                |

### Gruppe: Hofanlage Seebeeke 73
Die Gruppe „Hofanlage Seebeeke 73“ hat die ID 38690384.

| Lage                                   | Bezeichnung  | Beschreibung | ID       | Bild |
| -------------------------------------- | ------------ | ------------ | -------- | ---- |
| Seebeeke 73 52° 24′ 46″ N, 9° 35′ 4″ O | Scheune      | Scheune I    | 0937186  |      |
| Seebeeke 73 52° 24′ 46″ N, 9° 35′ 3″ O | Wagenschauer |              | 30937230 |      |

### Einzelbaudenkmale
| Lage                                             | Bezeichnung              | Beschreibung | ID       | Bild |
| ------------------------------------------------ | ------------------------ | ------------ | -------- | ---- |
| Calenberger Straße 2 52° 24′ 58″ N, 9° 35′ 4″ O  | Schule                   |              | 30936935 |      |
| Calenberger Straße 3 52° 24′ 57″ N, 9° 35′ 5″ O  | Wohn-/Wirtschaftsgebäude |              | 30936954 |      |
| Calenberger Straße 3a 52° 24′ 57″ N, 9° 35′ 5″ O | Altenteil                |              | 30936973 |      |
| Hegerwisch 2 52° 24′ 55″ N, 9° 34′ 53″ O         | Wohnhaus                 |              | 30937069 |      |
| Hegerwisch 7 52° 24′ 50″ N, 9° 34′ 53″ O         | Scheune                  |              | 30937089 |      |
| Kampweg 3 52° 24′ 50″ N, 9° 35′ 20″ O            | Wohnhaus                 |              | 30937108 |      |
| Kampweg 5 52° 24′ 50″ N, 9° 35′ 21″ O            | Wohnhaus                 |              | 30937127 |      |

### Ehemalige Gruppe: Villa Calenberger Straße
Die Gruppe „Villa Calenberger Straße“ bestand aus der Villa und dem Gartengelände. Die ID war 38690367.

| Lage                                              | Bezeichnung | Beschreibung                                       | ID       | Bild |
| ------------------------------------------------- | ----------- | -------------------------------------------------- | -------- | ---- |
| Calenberger Straße 14 52° 24′ 55″ N, 9° 34′ 57″ O | Villa       | Die Villa wurde zwischen 1996 und 1999 abgerissen. | 30936992 | BW   |
| Calenberger Straße 14 52° 24′ 54″ N, 9° 34′ 56″ O | Garten      | Der Garten wurde mit der Villa beseitigt.          | 30937012 | BW   |

### Ehemalige Baudenkmale
| Lage                                             | Bezeichnung              | Beschreibung                                            | ID       | Bild |
| ------------------------------------------------ | ------------------------ | ------------------------------------------------------- | -------- | ---- |
| Calenberger Straße 24 52° 24′ 50″ N, 9° 35′ 2″ O | Wohn-/Wirtschaftsgebäude | Gebäude wurde abgerissen und durch einen Neubau ersetzt | 30937031 | BW   |

## Berenbostel

### Gruppe: Hofanlage Schmiedestraße 2
Die Gruppe „Hofanlage Schmiedestraße 2“ hat die ID 38690334.

| Lage                                         | Bezeichnung        | Beschreibung | ID       | Bild |
| -------------------------------------------- | ------------------ | ------------ | -------- | ---- |
| Schmiedestraße 2 52° 26′ 20″ N, 9° 36′ 48″ O | Wohnhaus           |              | 30936776 |      |
| Schmiedestraße 2 52° 26′ 20″ N, 9° 36′ 48″ O | Wirtschaftsgebäude |              | 30936798 | BW   |

### Einzelbaudenkmale
| Lage                                            | Bezeichnung              | Beschreibung | ID       | Bild |
| ----------------------------------------------- | ------------------------ | --- | -------- | ---- |
| Birkenweg 80 52° 26′ 14″ N, 9° 36′ 32″ O        | Wohnhaus                 | | 30939343 |      |
| Dorfstraße 30 52° 26′ 20″ N, 9° 36′ 59″ O       | Schule                   | Heute befindet sich das Haus der Jugend in diesem Gebäude.                                                                                               | 30936711 |      |
| Osterwalderstraße 2 52° 26′ 14″ N, 9° 36′ 41″ O | Verwaltungsgebäude       | Ursprünglich befand sich hier das Gasthaus „Zum dicken Fritz“, später war hier eine Polizeiwache untergebracht und heute ist ein Steuerberater ansässig. | 30936752 |      |
| Schmiedestraße 6 52° 26′ 22″ N, 9° 36′ 42″ O    | Wohn-/Wirtschaftsgebäude | | 30936819 |      |
| Schmiedestraße 8 52° 26′ 22″ N, 9° 36′ 39″ O    | Wohn-/Wirtschaftsgebäude | | 30936838 |      |

## Frielingen

### Einzelbaudenkmale
| Lage                                                         | Bezeichnung  | Beschreibung | ID       | Bild |
| ------------------------------------------------------------ | ------------ | --- | -------- | ---- |
| Bürgermeister-Wehrmann-Straße 38 52° 27′ 37″ N, 9° 31′ 24″ O | Schule       | Das eingeschossige Fachwerkhaus wurde 1834 eingeweiht. Das Gebäude diente bis 1954 als Dorfschule. Im Jahre 1907 wurde die Schue zu klein, es wurden durch Umbauten erweitert und der 1885 erbaute Stall mit in das Gebäude integriert. Das Gebäude wurde in Vierständerbauweise erbaut. | 30936857 |      |
| Pfennigsmoorweg 52° 27′ 22″ N, 9° 31′ 32″ O                  | Gedenkstätte | Kriegerdenkmal 1914/18: Auf einem Eckgrundstück an einer am südlichen Ortsrand gelegenen Kreuzung, in einer durch Bepflanzung eingefriedeten Fläche aus Feldsteinen gemauertes blockartiges, mit einem Tatzenkreuz bekröntes Denkmal; eine eingelassene Schrifttafel auf der Vorderseite nennt Vermisste und Gefallene beider Weltkriege. In jüngerer Zeit von einem ursprünglichen Standort hierher versetzt. | 30936876 |      |

## Havelse

### Einzelbaudenkmale
| Lage                                            | Bezeichnung              | Beschreibung | ID       | Bild |
| ----------------------------------------------- | ------------------------ | ------------ | -------- | ---- |
| Im alten Dorf 11 52° 24′ 15″ N, 9° 36′ 28″ O    | Wohn-/Wirtschaftsgebäude |              | 30937326 | BW   |
| Im alten Dorf 16-18 52° 24′ 15″ N, 9° 36′ 40″ O | Wohnhaus                 |              | 30937345 | BW   |
| Im alten Dorf 19 52° 24′ 15″ N, 9° 36′ 35″ O    | Wohn-/Wirtschaftsgebäude |              | 30937364 | BW   |

## Heitlingen

### Gruppe: Hofanlage Vor den Höfen 1
Die Gruppe „Hofanlage Vor den Höfen 1“ hat die ID 38690428.

| Lage                                        | Bezeichnung              | Beschreibung                                                                   | ID       | Bild |
| ------------------------------------------- | ------------------------ | ------------------------------------------------------------------------------ | -------- | ---- |
| Vor den Höfen 1 52° 27′ 57″ N, 9° 37′ 17″ O | Wohn-/Wirtschaftsgebäude | Der Tegtmeyerscher Hof beinhaltet ein Zweiständerhallenhaus aus dem Jahr 1780. | 30937581 |      |
| Vor den Höfen 1 52° 27′ 57″ N, 9° 37′ 15″ O | Backhaus                 | abgerissen                                                                     | 30937518 | BW   |
| Vor den Höfen 1 52° 27′ 56″ N, 9° 37′ 15″ O | Wagenschauer             |                                                                                | 30937561 |      |
| Vor den Höfen 1 52° 27′ 56″ N, 9° 37′ 18″ O | Längsdurchfahrtsscheune  |                                                                                | 30937540 |      |

### Gruppe: Gutsanlage Vor den Höfen 40
Die Gruppe „Gutsanlage Vor den Höfen 40“ hat die ID 38690403.

| Lage                                         | Bezeichnung        | Beschreibung | ID       | Bild |
| -------------------------------------------- | ------------------ | ------------ | -------- | ---- |
| Vor den Höfen 40 52° 27′ 59″ N, 9° 37′ 49″ O | Herrenhaus         |              | 30937421 |      |
| Vor den Höfen 40 52° 28′ 0″ N, 9° 37′ 51″ O  | Wirtschaftsgebäude |              | 30937442 |      |
| Vor den Höfen 40 52° 28′ 2″ N, 9° 37′ 42″ O  | Allee              |              | 30939507 |      |
| Vor den Höfen 40 52° 27′ 58″ N, 9° 37′ 49″ O | Park               |              | 30937461 |      |
| Vor den Höfen 40 52° 27′ 59″ N, 9° 37′ 54″ O | Graft              |              | 30939422 |      |
| Vor den Höfen 40 52° 27′ 57″ N, 9° 37′ 51″ O | Allee              |              | 30939486 |      |

### Einzelbaudenkmale
| Lage                                         | Bezeichnung              | Beschreibung | ID       | Bild |
| -------------------------------------------- | ------------------------ | ------------ | -------- | ---- |
| Im langen Felde 52° 27′ 55″ N, 9° 37′ 9″ O   | Gedenkstätte             |              | 30937402 |      |
| Vor den Höfen 9 52° 27′ 57″ N, 9° 37′ 25″ O  | Scheune                  |              | 30937600 |      |
| Vor den Höfen 15 52° 27′ 58″ N, 9° 37′ 30″ O | Wohn-/Wirtschaftsgebäude |              | 30937619 |      |
| Vor den Höfen 42 52° 27′ 55″ N, 9° 37′ 47″ O | Wohn-/Wirtschaftsgebäude |              | 30937383 |      |

## Horst

### Gruppe: Kirchenanlage Andreaestraße
Die Gruppe „Kirchenanlage Andreaestraße“ hat die ID 38690446.

| Lage                                        | Bezeichnung  | Beschreibung                                                                                      | ID       | Bild |
| ------------------------------------------- | ------------ | ------------------------------------------------------------------------------------------------- | -------- | ---- |
| Andreaestraße 5 52° 26′ 32″ N, 9° 32′ 11″ O | Kirche       | Die Kirche Horst wurde nach einem Entwurf von Conrad Wilhelm Hase in den Jahren 1866/1867 erbaut. | 30937638 |      |
| Andreaestraße 5 52° 26′ 31″ N, 9° 32′ 11″ O | Kirchhof     |                                                                                                   | 30937657 | BW   |
| Andreaestraße 5 52° 26′ 32″ N, 9° 32′ 12″ O | Gruft        |                                                                                                   | 30937676 | BW   |
| Andreaestraße 5 52° 26′ 31″ N, 9° 32′ 12″ O | Gedenkstätte | Kriegerdenkmal 1914/18                                                                            | 30937696 | BW   |

### Gruppe: Frielinger Straße 6, 10, 12
Die Gruppe „Frielinger Straße 6, 10, 12“ hat die ID 38690465.

| Lage                                            | Bezeichnung              | Beschreibung | ID       | Bild |
| ----------------------------------------------- | ------------------------ | ------------ | -------- | ---- |
| Frielinger Straße 6 52° 26′ 33″ N, 9° 32′ 6″ O  | Wohn-/Wirtschaftsgebäude |              | 30937838 | BW   |
| Frielinger Straße 10 52° 26′ 34″ N, 9° 32′ 5″ O | Wohn-/Wirtschaftsgebäude | Haupthaus    | 30937882 | BW   |
| Frielinger Straße 10 52° 26′ 33″ N, 9° 32′ 4″ O | Brunnen                  |              | 30937860 | BW   |
| Frielinger Straße 12 52° 26′ 34″ N, 9° 32′ 2″ O | Wohnhaus                 |              | 30937904 | BW   |
| Frielinger Straße 12 52° 26′ 34″ N, 9° 32′ 3″ O | Scheune                  |              | 30937929 | BW   |

### Gruppe: Hofanlage Frielinger Straße 11
Die Gruppe „Hofanlage Frielinger Straße 11“ hat die ID 38690652.

| Lage                                             | Bezeichnung | Beschreibung | ID       | Bild |
| ------------------------------------------------ | ----------- | ------------ | -------- | ---- |
| Frielinger Straße 11 52° 26′ 34″ N, 9° 31′ 56″ O | Wohnhaus    |              | 30937755 | BW   |
| Frielinger Straße 11 52° 26′ 34″ N, 9° 31′ 55″ O | Backhaus    |              | 30937797 | BW   |
| Frielinger Straße 11 52° 26′ 34″ N, 9° 31′ 57″ O | Speicher    |              | 30937776 | BW   |

### Gruppe: Hofanlage Mühlenstraße 19
Die Gruppe „Hofanlage Mühlenstraße 19“ hat die ID 38690485.

| Lage                                         | Bezeichnung              | Beschreibung | ID       | Bild           |
| -------------------------------------------- | ------------------------ | --- | -------- | -------------- |
| Mühlenstraße 19 52° 26′ 15″ N, 9° 32′ 32″ O  | Wohn-/Wirtschaftsgebäude | Wohnwirtschaftsgebäude des Müllers | 30938006 | BW             |
| Mühlenstraße 19a 52° 26′ 11″ N, 9° 32′ 32″ O | Mühle                    | Die letzte noch in Garbsen vorhandene Windmühle. Die Holländerwindmühle im Stadtteil Horst wurde 1923 zur Motormühle umgebaut, Galerie, Flügel und Welle sind nicht mehr vorhanden. | 30939249 | Weitere Bilder |
| Mühlenstraße 19 52° 26′ 15″ N, 9° 32′ 33″ O  | Stall                    | | 30938027 | BW             |

### Einzelbaudenkmale
| Lage                                             | Bezeichnung              | Beschreibung | ID       | Bild |
| ------------------------------------------------ | ------------------------ | ------------ | -------- | ---- |
| Andreaestraße 9 52° 26′ 32″ N, 9° 32′ 11″ O      | Pfarrhaus                |              | 30937717 | BW   |
| Andreaestraße 23 52° 26′ 30″ N, 9° 32′ 34″ O     | Wohn-/Wirtschaftsgebäude |              | 30937736 | BW   |
| Frielinger Straße 13 52° 26′ 38″ N, 9° 31′ 53″ O | Wohn-/Wirtschaftsgebäude |              | 30937819 | BW   |
| Lehmstraße 2 52° 26′ 29″ N, 9° 32′ 12″ O         | Wohn-/Wirtschaftsgebäude |              | 30937949 |      |
| Lutherstraße 2 52° 26′ 32″ N, 9° 32′ 10″ O       | Wohn-/Wirtschaftsgebäude |              | 30937968 | BW   |
| Lutherstraße 5 52° 26′ 34″ N, 9° 32′ 11″ O       | Wohn-/Wirtschaftsgebäude |              | 30937987 | BW   |

## Meyenfeld

### Gruppe: Hofanlage Im Bleeke 43
Die Gruppe „Hofanlage Im Bleeke 43“ hat die ID 38690503.

| Lage                                     | Bezeichnung        | Beschreibung | ID       | Bild |
| ---------------------------------------- | ------------------ | ------------ | -------- | ---- |
| Im Bleeke 43 52° 26′ 36″ N, 9° 34′ 15″ O | Wohnhaus           |              | 30938046 | BW   |
| 52° 26′ 36″ N, 9° 34′ 14″ O              | Wirtschaftsgebäude |              | 30938069 | BW   |

### Einzelbaudenkmale
| Lage                                              | Bezeichnung              | Beschreibung           | ID       | Bild |
| ------------------------------------------------- | ------------------------ | ---------------------- | -------- | ---- |
| Leistlinger Straße 52° 26′ 27″ N, 9° 34′ 7″ O     | Gedenkstätte             | Kriegerdenkmal 1914/18 | 30938111 | BW   |
| Leistlinger Straße 24 52° 26′ 27″ N, 9° 34′ 6″ O  | Schule                   |                        | 30938179 | BW   |
| Leistlinger Straße 38 52° 26′ 29″ N, 9° 33′ 49″ O | Speicher                 |                        | 30938156 | BW   |
| Schwarzer Damm 8a 52° 26′ 33″ N, 9° 33′ 42″ O     | Altenteil                |                        | 30938248 | BW   |
| Schützenstraße 50 52° 26′ 32″ N, 9° 33′ 52″ O     | Stall                    |                        | 30938202 | BW   |
| Schützenstraße 55 52° 26′ 31″ N, 9° 33′ 52″ O     | Wohn-/Wirtschaftsgebäude |                        | 30938225 | BW   |

## Osterwald-Oberende
| Lage                                           | Bezeichnung                  | Beschreibung     | ID | Bild |
| ---------------------------------------------- | ---------------------------- | ---------------- | -- | ---- |
| Hauptstraße 234 52° 27′ 35″ N, 9° 34′ 50″ O    | Kirche                       | Kirche Osterwald |    |      |
| Hauptstraße 234 52° 27′ 35″ N, 9° 34′ 51″ O    | Kirchhof                     |                  |    |      |
| Hauptstraße 236 52° 27′ 35″ N, 9° 34′ 53″ O    | Pfarrhaus                    |                  |    |      |
| Hauptstraße 238 52° 27′ 37″ N, 9° 34′ 58″ O    | Scheune                      |                  |    |      |
| Hauptstraße 242 52° 27′ 38″ N, 9° 35′ 2″ O     | Wohnwirtschaftsgebäude       |                  |    |      |
| Hauptstraße 267 52° 27′ 42″ N, 9° 35′ 10″ O    | Wohnhaus                     |                  |    |      |
| Hauptstraße 340a 52° 27′ 49″ N, 9° 36′ 31″ O   | Wohn- und Wirtschaftsgebäude |                  |    | BW   |
| Hauptstraße 401/403 52° 28′ 8″ N, 9° 36′ 44″ O | Hofstelle                    |                  |    |      |
| Hauptstraße 405 52° 28′ 8″ N, 9° 36′ 44″ O     | Hofstelle                    |                  |    | BW   |

## Osterwald-Unterende
| Lage                                         | Bezeichnung              | Beschreibung                                      | ID       | Bild |
| -------------------------------------------- | ------------------------ | ------------------------------------------------- | -------- | ---- |
| Großer Weg 5A 52° 27′ 46″ N, 9° 33′ 13″ O    | Wohn-/Wirtschaftsgebäude |                                                   | 30938542 |      |
| Großer Weg 52° 27′ 43″ N, 9° 33′ 17″ O       | Gedenkstätte             | Kriegerdenkmal 1914/18                            | 30938523 |      |
| Hauptstraße 108 52° 27′ 39″ N, 9° 33′ 25″ O  | Wohn-/Wirtschaftsgebäude |                                                   | 30938676 |      |
| Hauptstraße 169 52° 27′ 33″ N, 9° 33′ 54″ O  | Altenteil                |                                                   | 30938638 | BW   |
| Hauptstraße 169 52° 27′ 33″ N, 9° 33′ 59″ O  | Wohn-/Wirtschaftsgebäude | An der Stelle befindet sich heute ein Supermarkt. | 30938619 | BW   |
| Hauptstraße 193a 52° 27′ 29″ N, 9° 34′ 17″ O | Altenteil                |                                                   | 30938561 | BW   |

## Schloß Ricklingen

### Gruppe: Amtshof Schloß Ricklingen
Die Gruppe „Amtshof Schloß Ricklingen“ hat die ID 38690556.

| Lage                                         | Bezeichnung | Beschreibung       | ID       | Bild           |
| -------------------------------------------- | ----------- | ------------------ | -------- | -------------- |
| Burgstraße 18/20 52° 25′ 28″ N, 9° 30′ 23″ O | Amtshaus    | Schloss Ricklingen | 30938793 | Weitere Bilder |
| Burgstraße 18 52° 25′ 27″ N, 9° 30′ 26″ O    | Scheune     |                    | 30938814 | BW             |
| Burgstraße 18 52° 25′ 30″ N, 9° 30′ 22″ O    | Park        |                    | 30938835 |                |

### Gruppe: Hofanlage Im Dorfe 1
Die Gruppe „Hofanlage Im Dorfe 1“ hat die ID 38690573.

| Lage                                   | Bezeichnung              | Beschreibung | ID       | Bild |
| -------------------------------------- | ------------------------ | ------------ | -------- | ---- |
| Im Dorfe 1 52° 25′ 44″ N, 9° 30′ 27″ O | Wohn-/Wirtschaftsgebäude |              | 30939273 | BW   |
| Im Dorfe 1 52° 25′ 44″ N, 9° 30′ 26″ O | Scheune                  |              | 30938854 | BW   |
| Im Dorfe 1 52° 25′ 44″ N, 9° 30′ 28″ O | Stallanbau               |              | 30938875 | BW   |

### Gruppe: Hofanlage Im Dorfe 4
Die Gruppe „Hofanlage Im Dorfe 4“ hat die ID 38690590.

| Lage                                   | Bezeichnung | Beschreibung | ID       | Bild |
| -------------------------------------- | ----------- | ------------ | -------- | ---- |
| Im Dorfe 4 52° 25′ 41″ N, 9° 30′ 26″ O | Wohnhaus    |              | 30939298 |      |
| Im Dorfe 4 52° 25′ 41″ N, 9° 30′ 24″ O | Scheune     |              | 30939322 | BW   |
| Im Dorfe 4 52° 25′ 43″ N, 9° 30′ 24″ O | Stall       |              | 30938894 | BW   |
| Im Dorfe 4 52° 25′ 42″ N, 9° 30′ 26″ O | Einfriedung |              | 30939731 | BW   |
| Im Dorfe 4 52° 25′ 42″ N, 9° 30′ 27″ O | Stall       |              | 30939400 | BW   |
| Im Dorfe 6 52° 25′ 41″ N, 9° 30′ 28″ O | Mauer       |              | 30939620 | BW   |

### Gruppe: Kirchenanlage Schloß Ricklingen
Die Gruppe „Kirchenanlage Schloß Ricklingen“ hat die ID 38690613.

| Lage                                       | Bezeichnung       | Beschreibung | ID       | Bild           |
| ------------------------------------------ | ----------------- | --- | -------- | -------------- |
| Voigtstraße 1A 52° 25′ 46″ N, 9° 30′ 26″ O | Kirche            | Die Kirche Schloß Ricklingen wurde 1694 im Stile des Barocks erbaut. Der Stifter war der Ricklinger Amtsmann, er setzte sich damit ein Denkmal. Es ist ein Saalbau mit einem Satteldach und einem oktogonalen Turm. Im Inneren befindet sich ein Tonnengewölbe. Im Chor befindet sich ein barocker Kanzelaltar. Über den Altar befindet sich ein Orgelprospekt mit neun Achsen. Die Orgel selber wurde um 1770 erbaut, der Orgelbauer war wahrscheinlich D. Bartels. Das Gestühl stammt aus dem Jahr 1786 oder später, 1882 wurde es von C. W. Hase verändert. Um die Statik zu verbessern wurde der Turm um 1815 um zwei Geschosse verringert. | 30939034 | Weitere Bilder |
| Voigtstraße 3 52° 25′ 46″ N, 9° 30′ 25″ O  | Kirchhof          | |          | BW             |
| Voigtstraße 3 52° 25′ 46″ N, 9° 30′ 25″ O  | Grabstelle        | | 30939527 | BW             |
| Voigtstraße 52° 25′ 45″ N, 9° 30′ 25″ O    | Gefallenendenkmal | | 30939074 | BW             |

### Einzelbaudenkmale
| Lage                                      | Bezeichnung              | Beschreibung | ID       | Bild |
| ----------------------------------------- | ------------------------ | --- | -------- | ---- |
| Am Leineufer 52° 25′ 38″ N, 9° 30′ 7″ O   | Denkmal                  | Das Herzog-Albrecht-Denkmal entstand 1385. | 30938955 |      |
| Am Leineufer 52° 25′ 33″ N, 9° 29′ 59″ O  | Brücke                   | Die Von-Woyna-Brücke führt über die Leine zum Wunstorfer Ortsteil Luthe. Die Stahlbogenbrücke wurde zwischen 1894 und 1897 erbaut. Es ist eine sogenannte Halbparabel-Trägerbrücke mit einem Ständerfachwerk. Von 1988 bis 1990 wurde die Brücke saniert, die Nieten wurden ersetzt und die Fahrbahn wurde erneuert. | 36502589 |      |
| Burgstraße 14 52° 25′ 35″ N, 9° 30′ 23″ O | Wohnhaus                 | | 30938715 | BW   |
| Burgstraße 16 52° 25′ 34″ N, 9° 30′ 24″ O | Gaststätte               | | 30938774 | BW   |
| Im Dorfe 4 52° 25′ 39″ N, 9° 30′ 26″ O    | Grünanlage               | | 30939771 | BW   |
| Kiebitzmoor 2 52° 25′ 42″ N, 9° 30′ 55″ O | Wohn-/Wirtschaftsgebäude | | 30938916 | BW   |
| Kiebitzmoor 2 52° 25′ 42″ N, 9° 30′ 54″ O | Brunnen                  | | 30938935 | BW   |
| Voigtstraße 3 52° 25′ 48″ N, 9° 30′ 22″ O | Pfarrhaus                | | 30939015 | BW   |
| Voigtstraße 4 52° 25′ 48″ N, 9° 30′ 20″ O | Schule                   | | 30939095 | BW   |

## Stelingen

### Gruppe: Hofanlage Engelbosteler Straße 39
Die Gruppe „Hofanlage Engelbosteler Straße 39“ hat die ID 38690632.

| Lage                                                | Bezeichnung              | Beschreibung | ID       | Bild |
| --------------------------------------------------- | ------------------------ | ------------ | -------- | ---- |
| Engelbosteler Straße 39 52° 26′ 49″ N, 9° 37′ 57″ O | Wohn-/Wirtschaftsgebäude |              | 30939152 |      |
| Engelbosteler Straße 39 52° 26′ 49″ N, 9° 37′ 58″ O | Stallanbau               |              | 30939677 | BW   |
| Engelbosteler Straße 39 52° 26′ 48″ N, 9° 37′ 59″ O | Scheune                  |              | 30939133 | BW   |

### Einzelbaudenkmale
| Lage                                                | Bezeichnung              | Beschreibung           | ID       | Bild |
| --------------------------------------------------- | ------------------------ | ---------------------- | -------- | ---- |
| Engelbosteler Straße 52° 26′ 53″ N, 9° 37′ 41″ O    | Gedenkstätte             | Kriegerdenkmal 1914/18 | 30939230 |      |
| Engelbosteler Straße 16 52° 26′ 52″ N, 9° 37′ 45″ O | Wohn-/Wirtschaftsgebäude |                        | 30939114 |      |
| Engelbosteler Straße 40 52° 26′ 47″ N, 9° 38′ 8″ O  | Wohn-/Wirtschaftsgebäude | Haupthaus              | 30939173 | BW   |
| Hinter der Worth 8 52° 26′ 49″ N, 9° 37′ 28″ O      | Wohn-/Wirtschaftsgebäude |                        | 30939192 | BW   |
| Hinter der Worth 24 52° 26′ 41″ N, 9° 37′ 29″ O     | Wohn-/Wirtschaftsgebäude |                        | 30939211 |      |